# تحوتي نخت
تحوتي نخت أو چحوتي نخت، تم التعرف عليه بشكل مبدئي كتحوتي نخت الرابع أو تحوتي نخت الخامس، وهو «حاكم مقاطعة الأرنب» (المقاطعة الـ 15 في مصر العليا أو الصعيد) في نهاية الأسرة 11 أو أوائل عهد الأسرة 12 (حوالي القرن 21 - 20 ق.ح.ع)، وهو معروف لتابوته الخارجي الملون والمنقوش (ويسمى عادة «تابوت البرشا») المعروض حالياً في متحف الفنون الجميلة في بوسطن جنبا إلى جنب مع محتويات أخرى وجدت في مقبرته.

## السيرة الذاتية
كان يعتقد في وقت سابق أنه عاش في عهد الملك سنوسرت الثالث، لكن نتائج تحليل أثاثه الجنازي تكهنت بأنه قد عاش في فترة سابقة على ذلك العهد، على الرغم من أن درجة من عدم اليقين لا تزال موجودة بهذا الصدد، فمن الصعب جدا تتبع أحداث حياة تحوتي نخت العائلية والعامة وبالتالي قراباته، فالعلاقة الوحيدة المؤكدة هي مع زوجته، وتسمى أيضا تحوتي نخت، فقد كان الاسم شائعاً جدا في هذه الفترة على ما يبدو للجنسين، فهناك ستة أمراء وحكام يحملون هذا الاسم، اثنان منهم - الرابع والخامس على التوالي - كانا متزوجين من زوجات يحملن نفس الاسم.
إذا ما كان هذا الأمير الحاكم هو نفسه تحوتي نخت الرابع، إذن يكون قد عاش في نهاية الأسرة 11، ويكون ابناً للمير الحاكم عحا نخت الأول الأول، وخلفا لشقيقه عحا نخت الثاني، وسلفاً للأمير الحاكم نحري الأول، أما إذا كان هو نفسه تحوتي نخت الخامس، يكون قد عاش خلال أواخر عهد الملك أمنمحات الأول في الأسرة الـ12 وفي هذه الحالة يصبح ابناً لنحري الأول وخليفة له وتصبح أمه تحوتي حتب، ويصبح عماً لخليفته في الحكم نحري الثاني، وفي كلتا الحالتين، لا يوجد أبناء معروفين لتحوتي نخت هذا وزوجته على الإطلاق حتى الآن.

## المقبرة 10A في البرشا
تم اكتشاف مقبرة تحوتي نخت في منطقة مقابر دير البرشا في مصر الوسطى - والمعروفة بالرمز 10A - في العام 1915 من قبل عالم المصريات الأمريكي جورج اندرو ريزنر الذي كان قيادياً في بعثة استكشافية قام بها متحف بوسطن للعلوم بمشاركة جامعة هارفارد. لم يبق شيء تقريبا من الحرم الخارجي للمقبرة، ولكن حجرة الدفن وعلى الرغم من أنها قد تمت مهاجمتها من قبل وسرقة الحلي والمجوهرات منها، لا تزال تحتوي على عدة توابيت من خشب الأرز رسمت بدقة تنتمي إلى تحوتي نخت وزوجته (على رأسهم تابوته الخارجي، المعروف باسم «تابوت البرشا»، المعروف بكونه «أفضل نعش مرسوم وملون أنتجته مصر والتحفة الأرقى في فن الرسم». وإلى جانب التوابيت، تم العثور في المقبرة على رأس مومياء (على الأرجح لذكر وبالتالي ربما تنتمي للأمير الحاكم نفسه)، وكذلك صندوق الأواني الكانوبية الخاص بالسيدة تحوتي نخت وعدد كبير من الأثاث الجنائزي مثل الفخار والأواني الكانوبية، وعدة نماذج لقوارب، ونماذج كثيرة لرجال ونساء في مختلف أنشطة الحياة اليومية، والمجموعة الشهيرة تتألف من كاهن والعديد من الفتيات حاملات القرابين، والمجموعة معروفة باسم «موكب البرشا»، وفي مجملها، هذه الأشكال الصغيرة والتماثيل والأشياء التي وجدت في المقبرة تعتبر أكبر مجموعة من الأثاث الجنازي وجدت من عصر الدولة الوسطى على الإطلاق حتى الآن.
أعطت الحكومة المصرية محتويات مقبرة تحوتي نخت كلها إلى متحف بوسطن للفنون الجميلة. وخلال رحلة العودة البحرية إلى بوسطن في عام 1920، هدد المجموعة حريق شب على متن السفينة التي تحمل محتويات المقبرة، ولكن لحسن الحظ أن الضرر كان محدودا للغاية. وعلى مدى عقود كان «تابوت البرشا» و «موكب البرشا» كانت تعرض في متحف بوسطن للفنون، وبين العامين 2009 و 2010 وضعت المجموعة بأكملها في معرض مخصص لها.

## معرض الصور
- “تابوت البرشا”
- “موكب البرشا”[5]
- راس المومياء[4]
- نموذج لقارب
- تمثال السيدة تحوتي نخت[6]

## الهوامش
1. ↑  "Statuette of Governor Djehutynakht". Boston Museum of Fine Arts. مؤرشف من الأصل في 2018-06-27. اطلع عليه بتاريخ 2015-09-04.
2. 1 2 3  Willems، Harco (1988). Chests of Life. Leiden: Ex Oriente Lux. ISBN:90-72690-01-X. pp. 70-2
3. 1 2 3  "The Secrets of Tomb 10A: Egypt 2000 BC". Boston Museum of Fine Arts. مؤرشف من الأصل في 2019-09-25. اطلع عليه بتاريخ 2015-09-04.
4. 1 2  "Head of the mummy of Djehutynakht". Boston Museum of Fine Arts. مؤرشف من الأصل في 2018-06-27. اطلع عليه بتاريخ 2015-09-04.
5. ↑  ""موكب البرشا"". Boston Museum of Fine Arts. مؤرشف من الأصل في 2017-12-18. اطلع عليه بتاريخ 2015-09-04.
6. ↑  "Statuette of Lady Djehutynakht". Boston Museum of Fine Arts. مؤرشف من الأصل في 2017-12-06. اطلع عليه بتاريخ 2015-09-04.